# Castellamonte
Castellamonte (piemontesisch Castlamont) ist eine italienische Gemeinde in der Metropolitanstadt Turin (TO), Region Piemont.

## Lage und Einwohner
Castellamonte liegt 40 km nördlich von Turin auf einer Höhe von 343 m über dem Meeresspiegel. Das Gemeindegebiet, das in drei Teilen aufgesplittert ist, umfasst im Ganzen eine Fläche von 38,5 km² und hat 9792 Einwohner (Stand 31. Dezember 2023). 
Die Nachbargemeinden sind  Rueglio, Cintano, Issiglio, Colleretto Castelnuovo, Borgiallo, Castelnuovo Nigra, Vidracco, Parella, Quagliuzzo, Cuorgnè, Baldissero Canavese, San Martino Canavese, Torre Canavese, Bairo, Valperga, Salassa, Ozegna und Rivarolo Canavese. 

## Geschichte
Die ersten historischen Bewohner der Gegend waren Salasser, von denen einige behaupten, sie seien Kelten ligurischer Abstammung gewesen, andere stammen von den Tauriner ab und wieder andere gelten als Gallier. Bis zum Einfall von Hannibal bei seiner Alpenüberquerung blieben sie unabhängig. Danach standen sie unter römischer Verwaltung.

## Sehenswürdigkeiten
- Das namensgebende Schloss.
- Der romanische Campanile.
- Die Rotonda Antonelliana, Reste eines monumentalen Kirchenprojekts von Alessandro Antonelli, das 1842 begonnen und 1846 infolge Geldmangels eingestellt wurde.
- Die stattdessen realisierte neugotische Kirche Santi Pietro e Paolo.

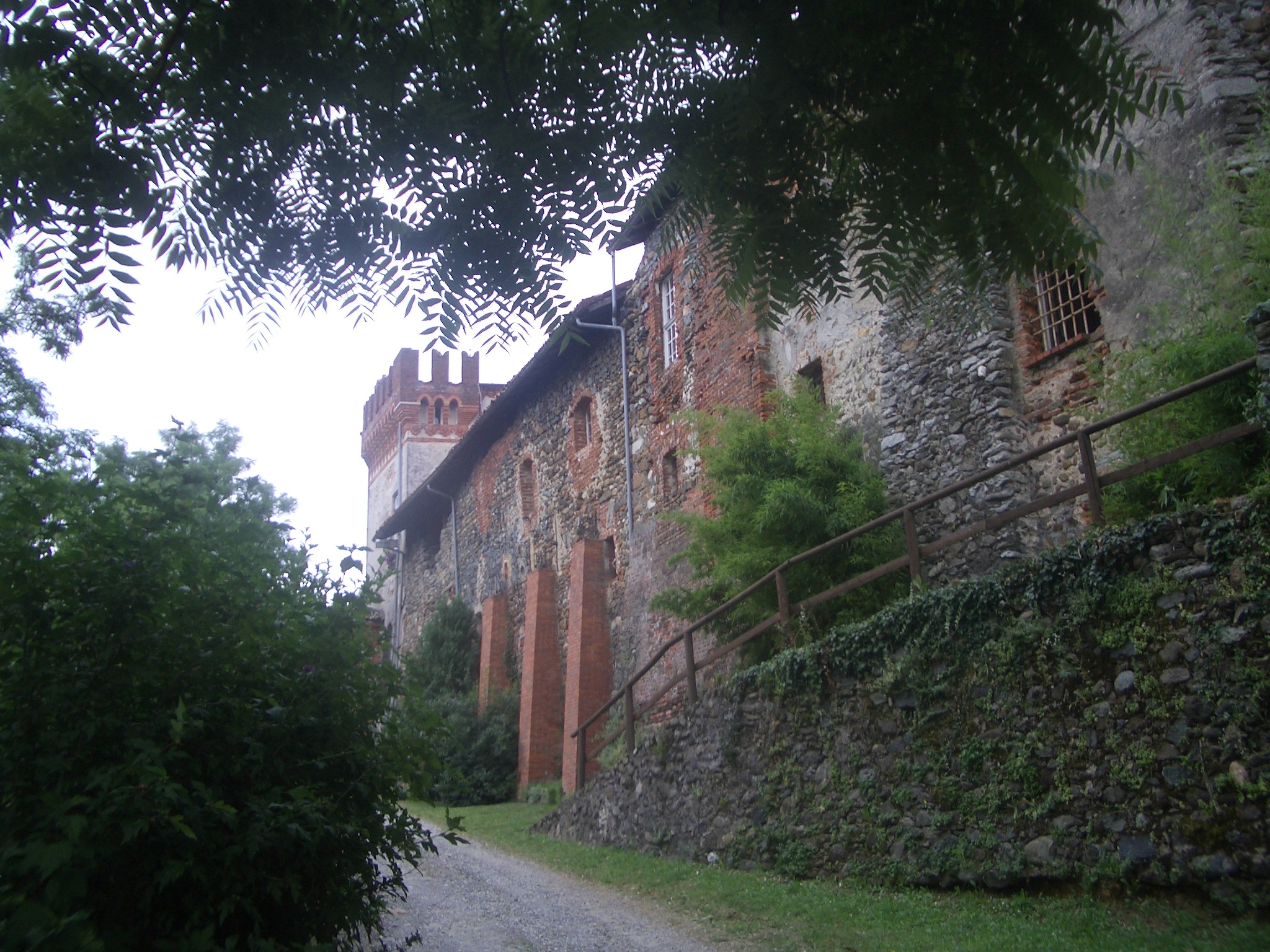
Schloss Castelmonte.
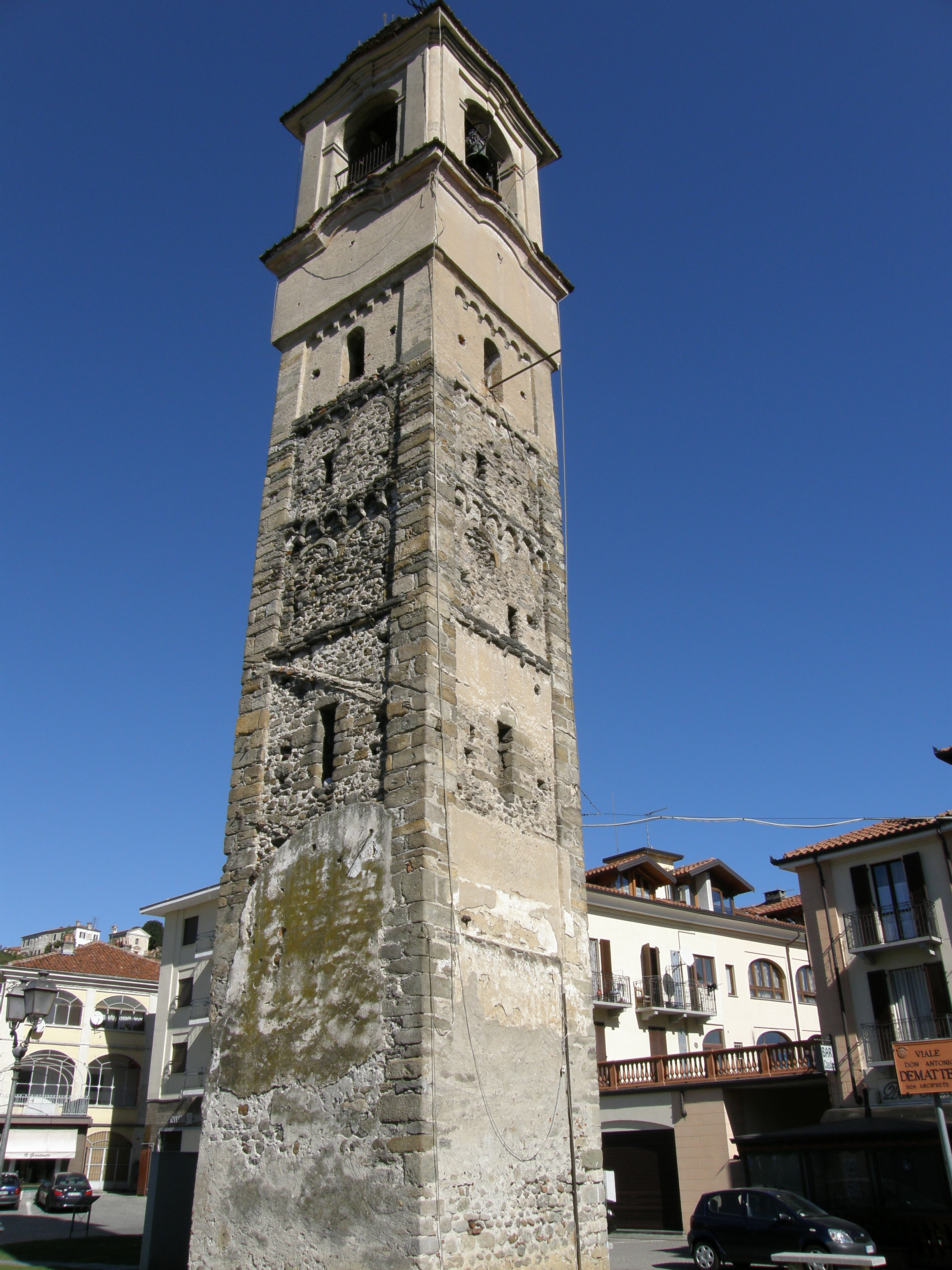
Der Campanile
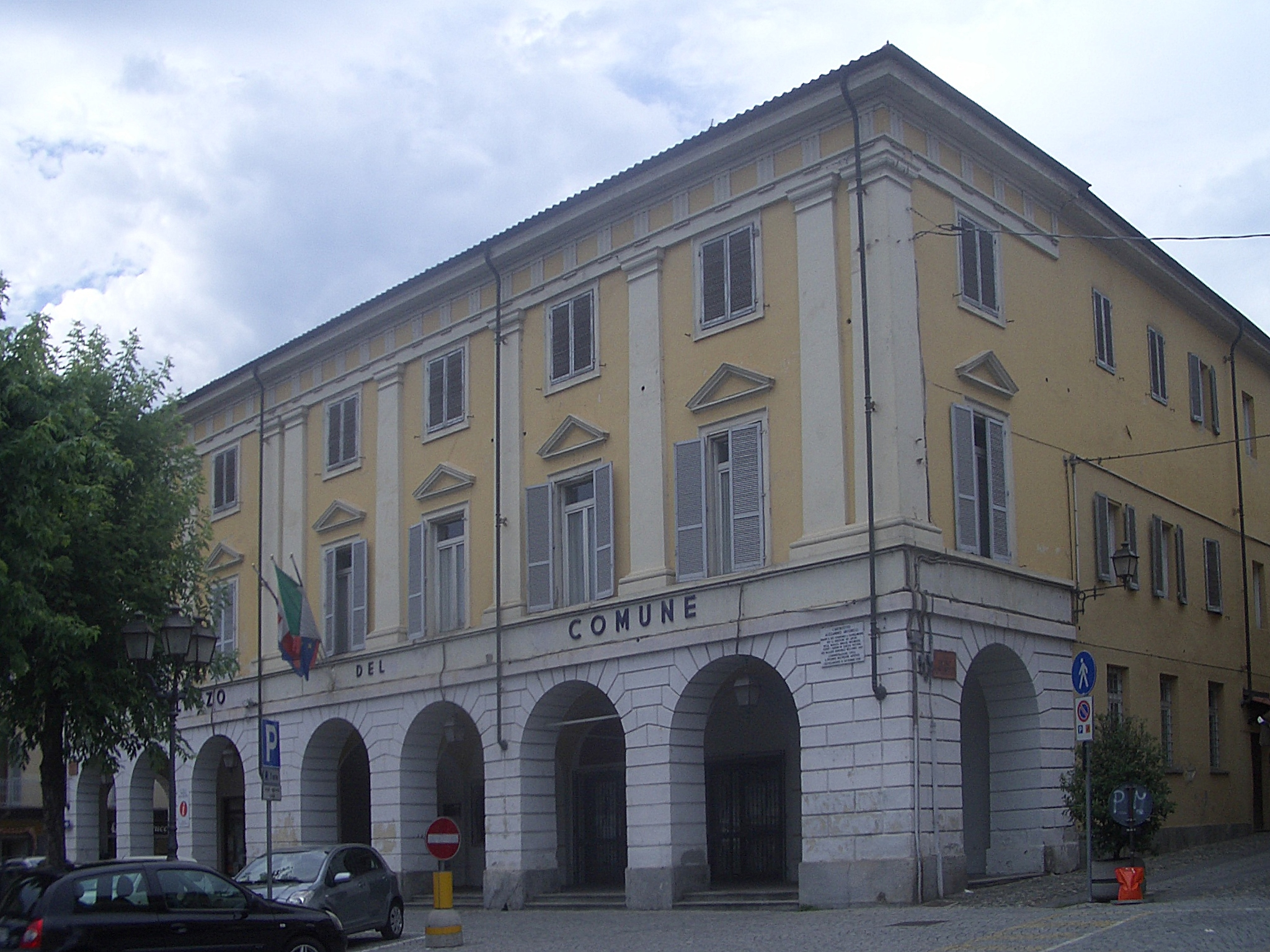
Das Gemeindehaus
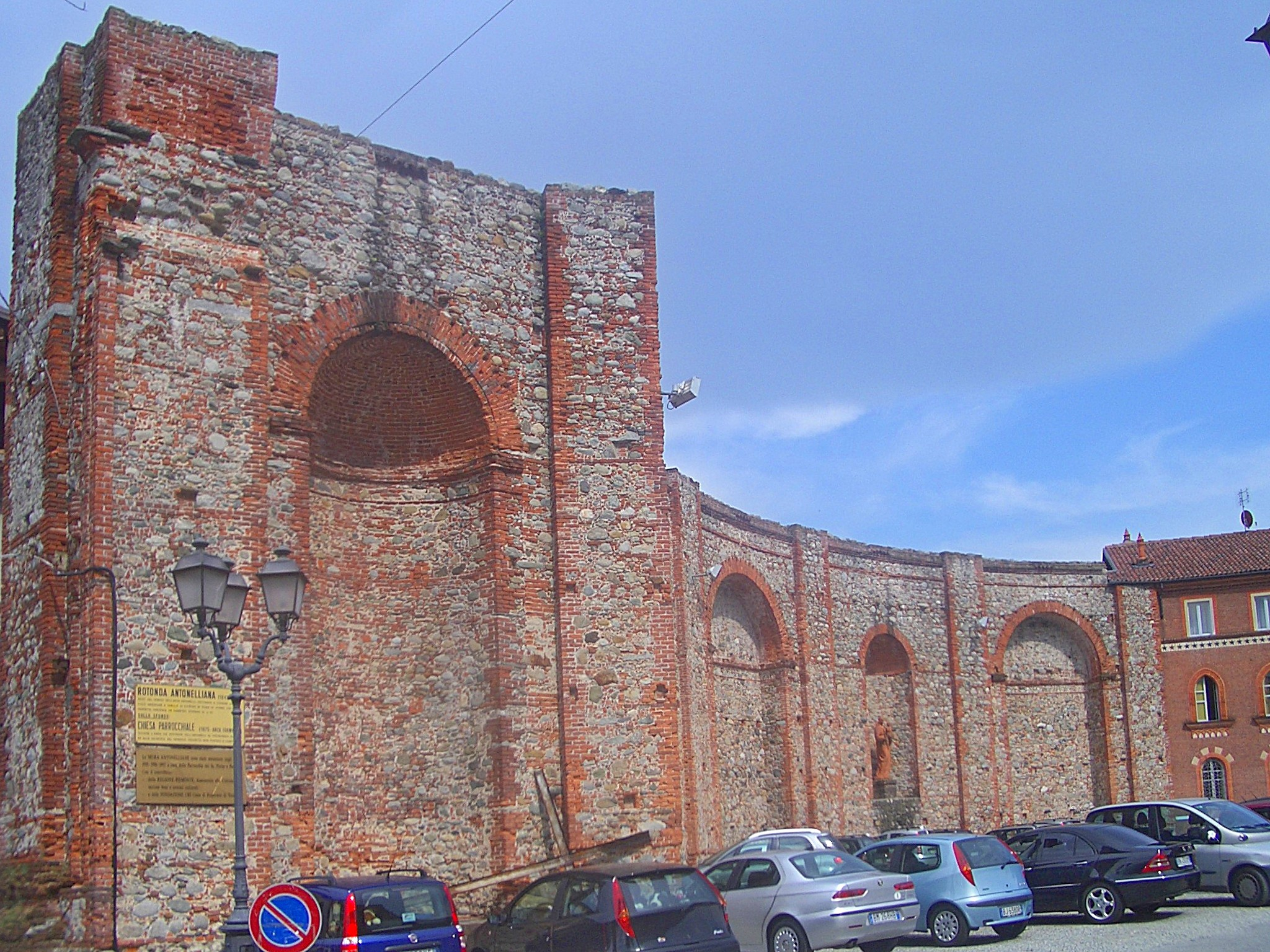
Rotonda Antonelliana
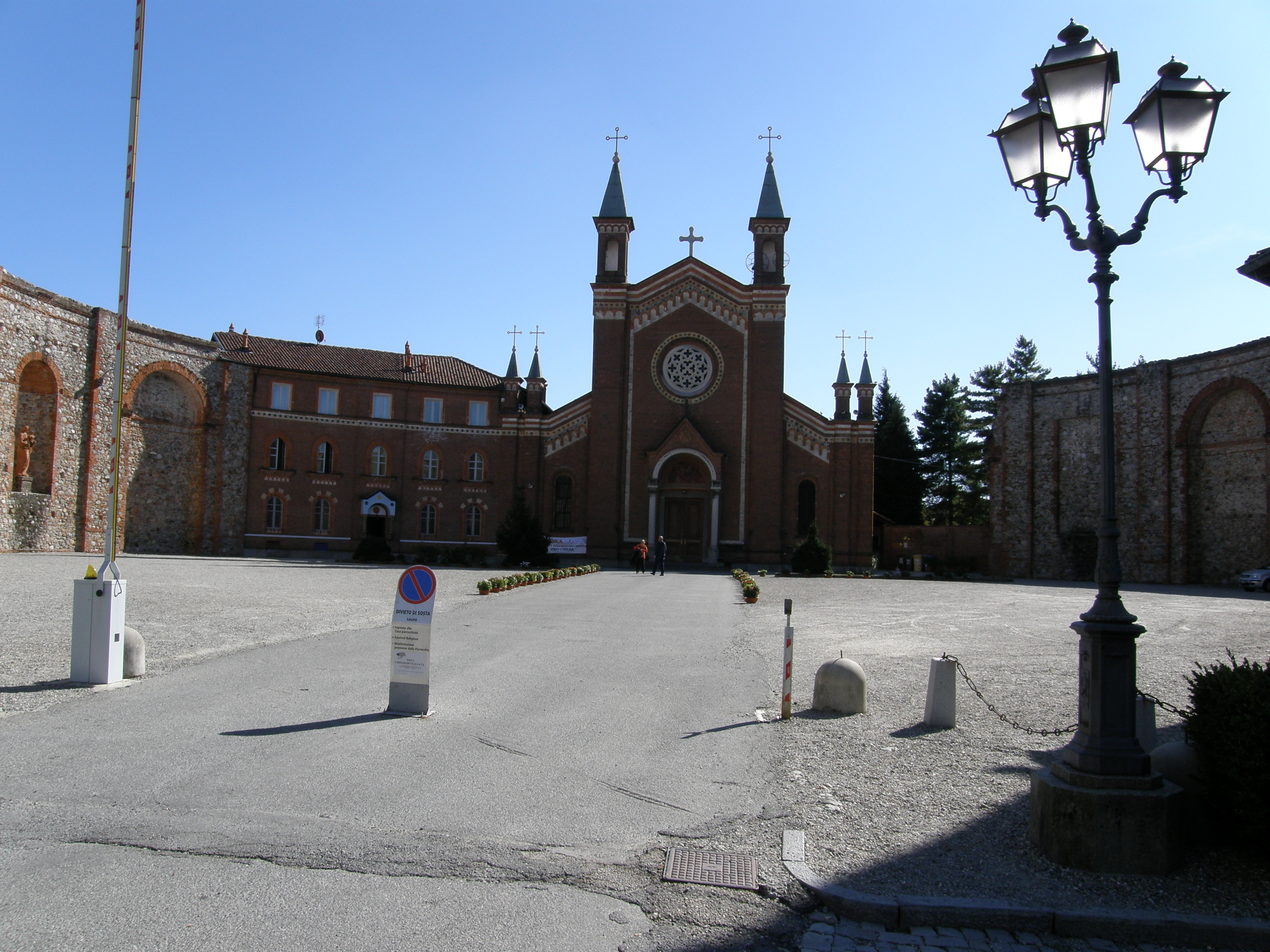
Kirche Santi Pietro e Paolo
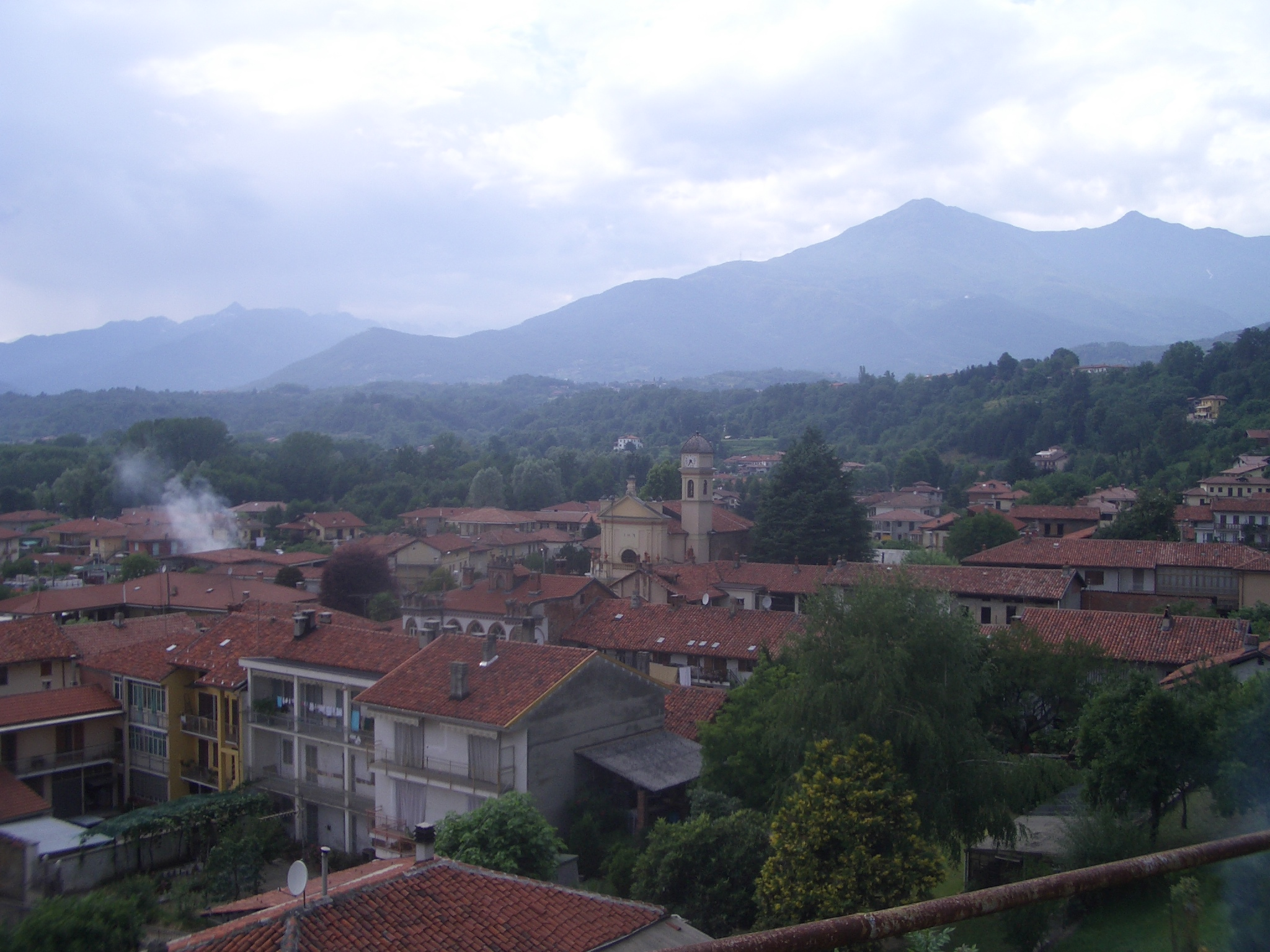
Panorama

## Söhne und Töchter
- Roberto Farinella (* 1968), römisch-katholischer Geistlicher, Bischof von Biella